# Любители истории (фильм)
«Люби́тели исто́рии» (англ. The History Boys) — художественный фильм, снятый британским режиссёром Николасом Хайтнером по одноимённой пьесе Алана Беннетта в 2006 году.

## Сюжет
Честолюбивый директор одной из йоркшкирских школ создал группу из наиболее успешных выпускников, цель которых — возможное поступление на бесплатное обучение в Оксфордский или Кембриджский университет. Для ребят были созданы максимально благоприятные условия, по специальной программе с ними занимались лучшие школьные преподаватели и приглашённый учитель, по слухам сам недавно окончивший Оксфорд и имевший ясное представление о стратегии поведения своих подопечных во время приёмных экзаменов.

## В ролях
| Актёр               | Роль           |
| ------------------- | -------------- |
| Стивен Кэмпбелл Мур | Ирвин          |
| Ричард Гриффитс     | Гектор         |
| Клайв Меррисон      | Филикс         |
| Сэмюэл Андерсон     | Краутер        |
| Джеймс Корден       | Тиммс          |
| Фрэнсис де ла Тур   | миссис Линтотт |
| Эндрю Нотт          | Локвуд         |
| Саша Дхаван         | Актхар         |
| Расселл Тоуви       | Радж           |
| Джейми Паркер       | Скриппс        |
| Доминик Купер       | Дэйкин         |
| Сэмюэл Барнетт      | Познер         |
| Эдриан Скарборо     | Уилкс          |
| Пенелопа Уилтон     | миссис Бибби   |

## Саундтрек
| №   | Название                               | Исполнитель(и)                                   | Длительность |
| --- | -------------------------------------- | ------------------------------------------------ | ------------ |
| 1.  | «Wish Me Luck (As You Wave Me Godbye)» | Грейси Филдс                                     |              |
| 2.  | «Blue Monday»                          | New Order                                        |              |
| 3.  | «This Charming Man»                    | The Smiths                                       |              |
| 4.  | «L'Accordenosite»                      | Сэмюэл Барнетт, Ричард Сиссон                    |              |
| 5.  | «Mustapha Dance»                       | The Clash                                        |              |
| 6.  | «Bewitched»                            | Сэмюэл Барнетт, Ричард Сиссон                    |              |
| 7.  | «Never Stop»                           | Echo & The Bunnymen                              |              |
| 8.  | «A Forest»                             | The Cure                                         |              |
| 9.  | «Papa's Got A Brand New Pig Bag»       | Pigbag                                           |              |
| 10. | «Bye Bye Blackbird»                    | актеры, исполняющие роли учеников, Ричард Сиссон |              |
| 11. | «Bewitched»                            | Rufus Wainwright                                 |              |
| 12. | «Can't Get Used To Losing You»         | The English Beat                                 |              |
| 13. | «Walk Out Winter»                      | Aztec Camera                                     |              |
| 14. | «2000 Miles»                           | The Pretenders                                   |              |

Также в фильме звучит музыкальная тема из фильма «Вперёд, путешественник» (композитор Макс Стайнер) и отрывок из второго фортепианного концерта Рахманинова в качестве аккомпанемента к финальной сцене фильма «Короткая встреча». Оба музыкальных фрагмента исполняет Джейми Паркер.

## Награды и номинации
- Премия BAFTA за лучшую мужскую роль (Ричард Гриффитс, номинация)
- Премия BAFTA за лучшую женскую роль второго плана (Фрэнсис де ла Тур, номинация)
- Премия британского независимого кино за лучшую женскую роль (Фрэнсис де ла Тур, номинация)
- Премия британского независимого кино за лучший сценарий (Алан Беннетт, номинация)
- Премия британского независимого кино за самый многообещающий дебют (Сэмюэл Барнетт, номинация)
- Премия британского независимого кино за самый многообещающий дебют (Доминик Купер, номинация)
- Премия Хлотрудис за лучший адаптированный сценарий (Алан Беннетт, номинация)
- Премия Хлотрудис за лучшую мужскую роль второго плана (Ричард Гриффитс, номинация)
- Премия Хлотрудис за лучший актёрский ансамбль (номинация)
- Премия «Empire Awards» за лучший дебют (Доминик Купер, номинация)
- Награда Альянса геев и лесбиянок против диффамации за выдающийся фильм (номинация)
- Премия Glitter Awards за лучший фильм (Алан Беннетт, победитель)
- Премия Лондонского кружка кинокритиков за лучшую мужскую роль (Ричард Гриффитс, номинация)
- Премия Лондонского кружка кинокритиков за лучшую мужскую роль второго плана (Доминик Купер, номинация)